# Feste médiévale
La Feste médiévale de Saint-Marcellin est un festival existant depuis août 2002, centré sur la thématique du Moyen Âge. Le festival regroupe un bourg médiéval avec sa tour de guet de 15 mètres, son trébuchet, son marché public et plusieurs campements représentants diverses époques et régions du Moyen Âge: des campements viking, celte, mamelouk, écossais et des Compagnies d'Ordonnances bourguignonnes du XVe siècle. La Feste est organisée par les habitants de la municipalité de Saint-Marcellin et de la région du Bas-Saint-Laurent dans la province de Québec au Canada. 
On peut y assister à des joutes, des démonstrations de combats à lame vive, des démonstrations de tir à l’arc, d'arbalète et d'armes à poudre noire médiévales, des spectacles de cracheurs de feu, des animations musicales, des activités d'interprétation historique offertes par les représentants des différents campements ainsi qu'un banquet médiéval. Le trébuchet a été construit par les chevaliers de l’Association Médiévale de Québec et effectue des tirs réels, en plus d'être l'un des plus grands en Amérique du Nord.
La Feste médiévale offre aux visiteurs la possibilité de louer un espace de camping afin d'assister aux trois jours que dure le festival
En raison de la Pandémie de Covid-19, l'édition 2021 de la Feste Médiévale a vu son modèle traditionnel être modifié en un musée vivant, où les visiteurs suivent un parcours traversant chaque camp où sont offertes des présentations sur la vie au Moyen Âge selon l'époque et la culture recréée par les participants.